# Francisco Coll

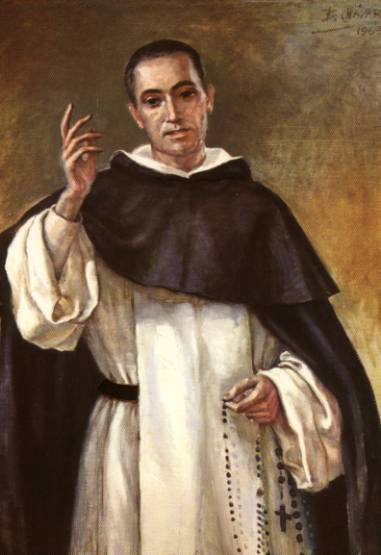
Francisco Coll y Guitart (von Blanca Chavarri)

Der heilige Francisco Coll y Guitart OP (* 18. Mai 1812 in Gombrèn, Spanien; † 2. April 1875 ebenda) war Ordenspriester der Dominikaner und ist ein Heiliger der katholischen Kirche. Sein Gedenktag ist der 2. April.

## Leben
Francisco Coll, jüngstes von zehn Kindern aus einer Arbeiterfamilie, trat 1828 der Ordensgemeinschaft der Dominikaner bei. Nach philosophischen und theologischen Studium empfing er 1838 die Priesterweihe.
Anschließend war er als Seelsorger und Missionar bei den Menschen seiner Heimat tätig. 1856 gründete er als Zweig des Dritten Ordens des heiligen Dominikus die Frauenkongregation „De la Anunciata“ zum Unterricht und zur Erziehung bedürftiger Landkinder. 1869 erblindete Francisco Coll nach einem Schlaganfall, am 2. April 1875 starb er in seinem Geburtsort.
Francisco Coll wurde am 29. April 1979 durch Papst Johannes Paul II. selig- und am 11. Oktober 2009 von Papst Benedikt XVI. heiliggesprochen.